# Dawn Addams
Dawn Addams (* 21. September 1930 als Victoria Dawn Addams in Felixstowe; † 7. Mai 1985 in London) war eine britische Schauspielerin.

## Leben
Die Tochter von Kapitän James Ramage Addams verlor früh ihre Mutter und verbrachte ihre Kindheit außer in England in den USA und im indischen Kalkutta. Sie ließ sich an der Royal Academy of Dramatic Art zur Schauspielerin ausbilden und ging 1950 nach Hollywood, wo sie nach einigen kleineren Rollen wie jene im Tanzfilm-Klassiker Du sollst mein Glücksstern sein in dem Krimi The Hour of 13 erstmals Hauptdarstellerin war. Sie nahm während des Koreakriegs auch an einer Tournee zur Truppenbetreuung teil.
1954 kehrte sie nach Europa zurück und sie heiratete im selben Jahr Don Vittorio Emanuele Massimo, Prinz von Roccasecca. Ihr Sohn, Prinz Stefano Massimo, wurde am 10. Januar 1955 geboren. 1956 gab ihr Charles Chaplin die weibliche Hauptrolle in seiner Filmsatire Ein König in New York.
Addams wirkte weiterhin in Haupt- und Nebenrollen europäischer Krimis, Horror- und Agentenfilmen mit, danach auch in Fernsehserien und an Londoner Theatern, wo sie unter anderem bei Aufführungen eines Musicals um Peter Pan und in dem Schauspiel Die Wildente auftrat.
Im September 1974 heiratete sie Jimmy White. Zu Beginn der 1980er Jahre beendete sie ihre Karriere und pendelte zwischen Amerika und Europa. Die meiste Zeit verbrachte sie auf ihrem Anwesen auf Malta, wo sie als Gastgeberin von sich reden machte.
1985 starb sie in ihrer Heimatstadt London im Alter von 54 Jahren an Krebs.

## Filmografie (Auswahl)
- 1951: Night Into Morning
- 1951: Anwalt des Verbrechens (The Unknown Man)
- 1952: Du sollst mein Glücksstern sein (Singin’ in the Rain)
- 1952: The Hour of 13
- 1952: Schiff ohne Heimat (Plymouth Adventure)
- 1953: Die Thronfolgerin (Young Bess)
- 1953: Wolken sind überall (The Moon Is Blue)
- 1953: Die Jungfrau auf dem Dach
- 1953: Das Gewand (The Robe)
- 1954: R 3 überfällig (Riders to the Stars)
- 1954: Mizar – Spionin im Orient (Mizar)
- 1954: Die Banditeninsel von Karabei (Return to Treasure Island)
- 1954: Verrat am Khyber-Pass (Khyber Patrol)
- 1954: Dürfen Frauen so sein? (Secrets d’alcove)
- 1954: Der Graf und die drei Musketiere (Il visconte di Bragelonne)
- 1955: Der Rommelschatz (Il tesoro di Rommel)
- 1956: London ruft Nordpol (Londra chiama Polo Nord)
- 1956: Die Abenteuer der drei Musketiere (The Three Musketeers) (Fernsehserie)
- 1957: Ein König in New York (A King in New York)
- 1958: Froschmann Crabb (The Silent Enemy)
- 1959: Wolgaschiffer (I battellieri del Volga)
- 1959: Guten Tag, ich bin Ihr Mörder (Sursis pour un vivant)
- 1959: Insel der Versuchung (L’Ile au bout du monde)
- 1959: Nach gewissen Nächten (Secret professionel)
- 1959: Die feuerrote Baronesse
- 1959: Rhapsodie in Blei (The Treasure of San Teresa)
- 1959: Melodie und Rhythmus
- 1959: Geheimaktion Schwarze Kapelle
- 1959: Wollen Sie mit mir tanzen? (Voulez-vous danser avec moi?)
- 1960: Schlag 12 in London (The Two Faces of Dr. Jekyll)
- 1960: Die zornigen jungen Männer
- 1960: Die 1000 Augen des Dr. Mabuse
- 1961: Die Lügner (Les Menteurs)
- 1962: Lehrjahre der Liebe (L’Education sentimentale)
- 1962: Ein teurer Kuss (The 20,000 Pound Kiss)
- 1963: Flieg mit mir ins Glück (Come Fly with Me)
- 1963–1966: Simon Templar (Fernsehserie, 3 Folgen)
- 1964: Geheimauftrag für John Drake (Danger Man) (Fernsehserie, 2 Folgen)
- 1964: Die schwarze Tulpe (La Tulipe noire)
- 1964: Halt die Tasten heiß (Ballad in Blue)
- 1969: Department S (Fernsehserie, 1 Folge)
- 1970: Gruft der Vampire (The Vampire Lovers)
- 1971–1973: Aber, aber Vater (Father Dear Father) (Fernsehserie)
- 1973: In der Schlinge des Teufels (The Vault of Horror)
- 1976: Die Mädchen aus dem Weltraum (Star Maidens) (Fernsehserie)
- 1977: Crossroads (Fernsehserie, Gaststar in mehreren Folgen)
- 1983: Triangle (Fernsehserie)
- 1984: Let’s Parlez Franglais (Fernsehserie, 1 Folge)